# Église du Saint-Sacrement (Ixelles)
Pour les articles homonymes, voir Église du Saint-Sacrement.
L'église du Saint-Sacrement (en néerlandais : Heilig Sacramentskerk) est un édifice religieux catholique sis à la chaussée de Wavre, à Ixelles (Bruxelles). Elle est principalement l'œuvre de l'architecte Jean-Baptiste Bethune. De style néogothique flamand, l’église fut construite en 1874 pour les pères du Saint-Sacrement qui y ajoutèrent leur couvent en 1884. Elle subit plusieurs changements et agrandissements rapidement après sa construction et ce jusqu'au début du XXe siècle. En 1976, à la suite de la réforme liturgique, les fresques et le riche mobilier néogothique sont entièrement détruits.  
En 2003, l'édifice subit une rénovation complète. Il est aujourd'hui le lieu de culte et de rencontres spirituelles du mouvement ‘La Viale-Europe’.  

## Histoire
Les religieux de la congrégation des Pères du Saint-Sacrement, fondée à Paris en 1856 par Pierre-Julien Eymard, cherchent à s’implanter à Bruxelles. Avec l’approbation du cardinal Sterckx Mlle de Thomaz leur offre une ancienne maison de campagne sise au 203 de la chaussée de Wavre, à Ixelles. Ils s’y installent en novembre 1867 et ouvre une petite chapelle au rez-de-chaussée de la maison, pour desservir un quartier (le ‘Quartier Léopold’) alors en pleine expansion.  
La construction de leur église commence en 1869, suivant les plans de l’architecte Jean-Baptiste Bethune. La première pierre est posée le 3 octobre. La construction est possible grâce à la générosité de Mlle de Thomaz.  Les plans sont cependant modifiés par l’architecte gantois M. L. Gildemyn. L’église est consacrée et ouverte au culte le 3 septembre 1874. L’église inférieure (crypte) sera ouverte au culte l’année suivante. Le bâtiment n’est édifié presque parallèlement à la chaussée de Wavre car le sanctuaire, comme le veut la tradition, est orienté vers l’Est (la ville de Jérusalem).
Le bâtiment subit des modifications majeures déjà une dizaine d’années après sa construction. Sous la direction de l’architecte Gustave Hansotte, en 1883, la séparation en deux églises (supérieure et inférieure) est supprimée et des bas-côtés sont ajoutés latéralement à l’édifice, de même qu’une chapelle secondaire, dédiée à sainte Marie Madeleine. Les travaux s’achèvent durant l’été 1886. Concomitamment une résidence pour les pères du Saint-Sacrement est construite à partir de 1883, dans le prolongement de l’église, remplaçant l’ancienne maison de campagne. 

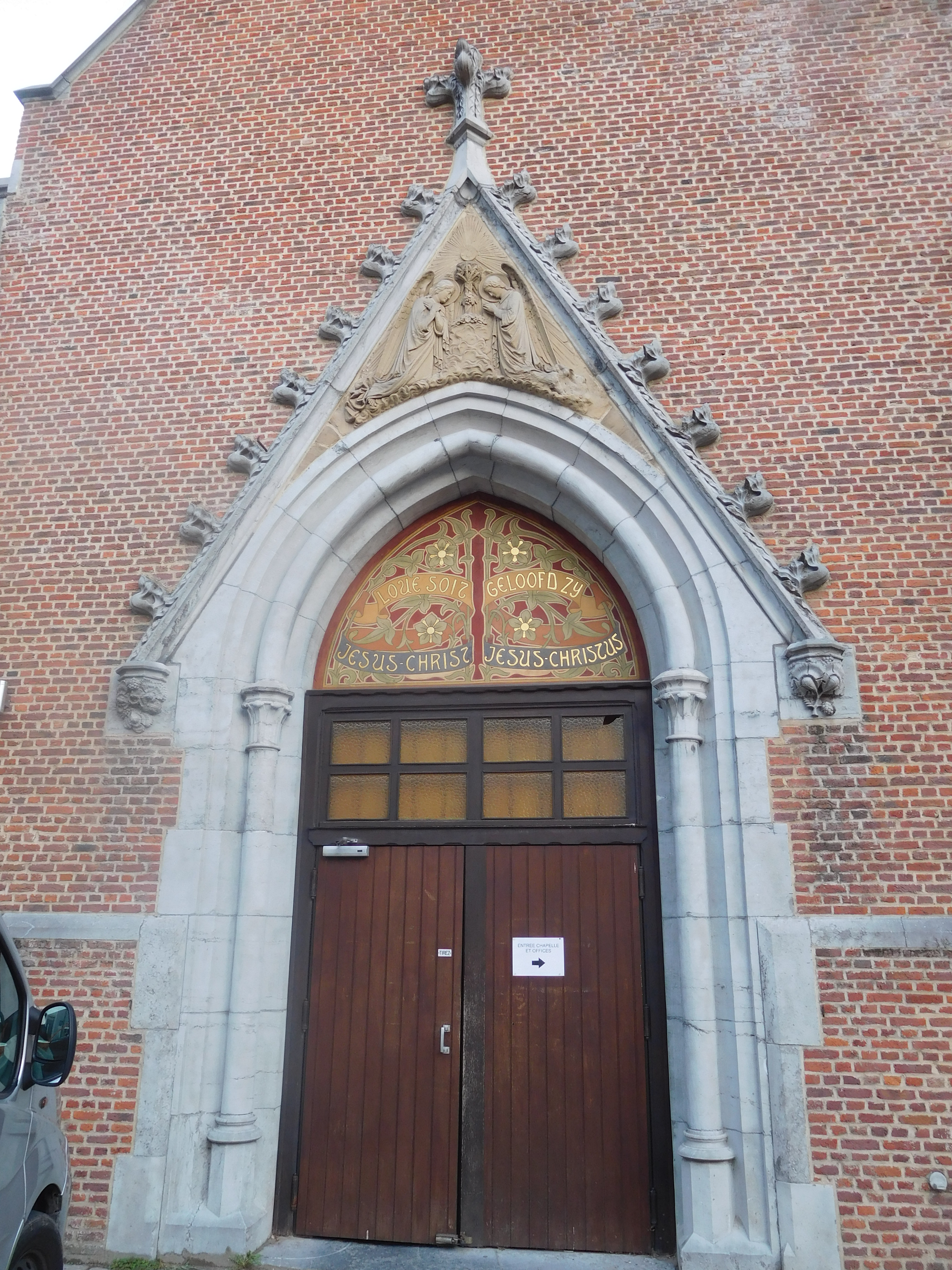
Le portail de l'église du Saint-Sacrement

Divers travaux ont lieu par la suite : dans le prolongement du transept droit, une petite chapelle polygonale est construite en 1925, en l’honneur de saint Pierre-Julien Eymard, fondateur de l’institut religieux des Pères du Saint-Sacrement, peu après sa béatification. Elle abrite une relique du saint (probablement un humerus).
En 1932, un étage supplémentaire est ajouté à la résidence des prêtres, derrière l’église.  
En 1976, le volume intérieur de l’église est profondément modifié pour l’adapter aux demandes faites par la réforme liturgique du concile Vatican II. L'église, autrefois entièrement peinte, voit ses fresques définitivement détruites et son riche mobilier supprimé. Un nouveau mobilier minimaliste et sans intérêt artistique est installé. Pour rendre les célébrations plus conviviales un faux plafond est mis en place et le sanctuaire est raccourci par un mur de séparation.         
En 2003, ces deux dernières modifications furent supprimées lors de la rénovation complète de l’édifice. En outre les façades extérieures furent ravalées, le clocher remis en état et les vitraux – qui sont d’origine - furent restaurés.     
En 1997 les pères du Saint-Sacrement quittent les lieux - église et couvent - et cèdent la place à la communauté de La Viale-Europe, un groupe d’animation spirituelle au service des communautés européennes, dirigé par les Jésuites.

## Galerie de photographies

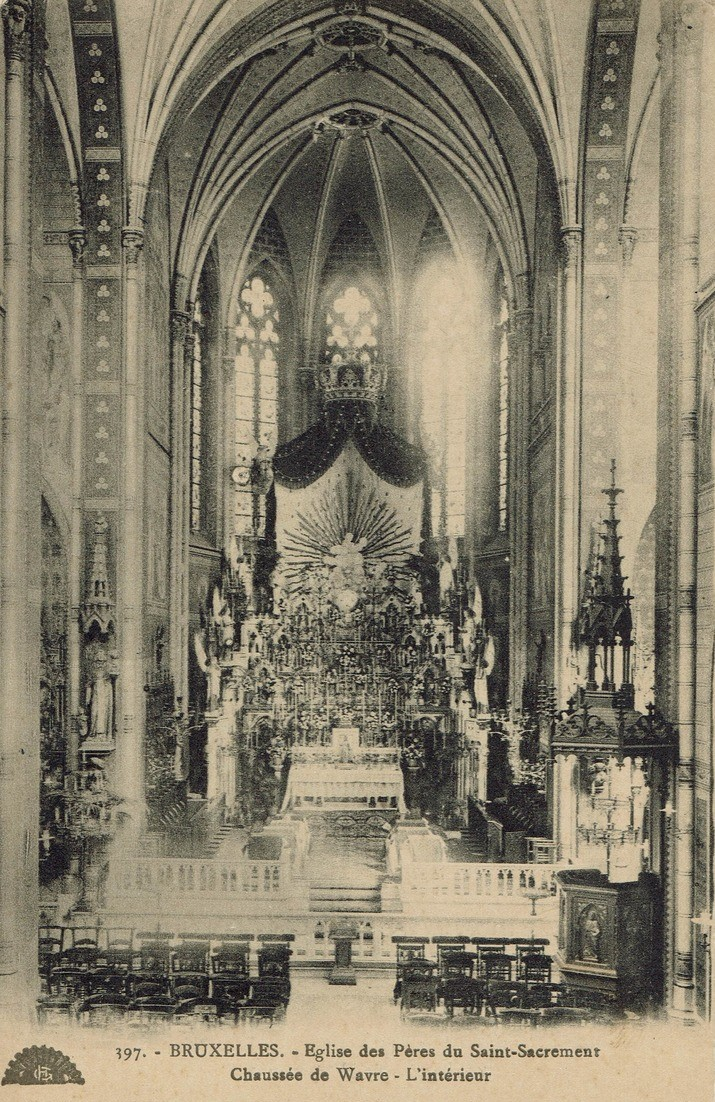
Ancienne vue du chœur. Grand maître-autel, stalles et chaire néogothiques. Tous disparus aujourd'hui.
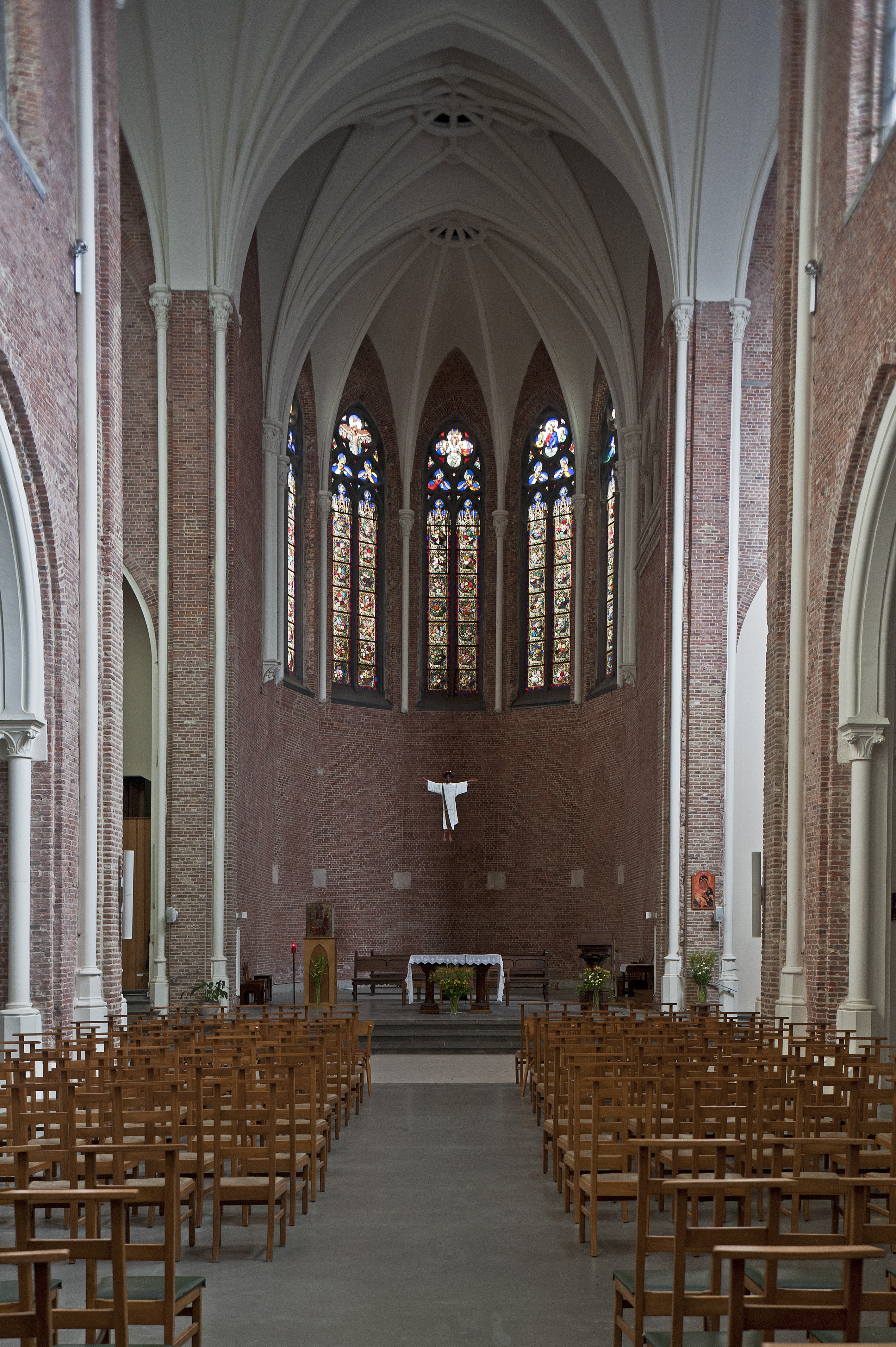
L'intérieur en 2016
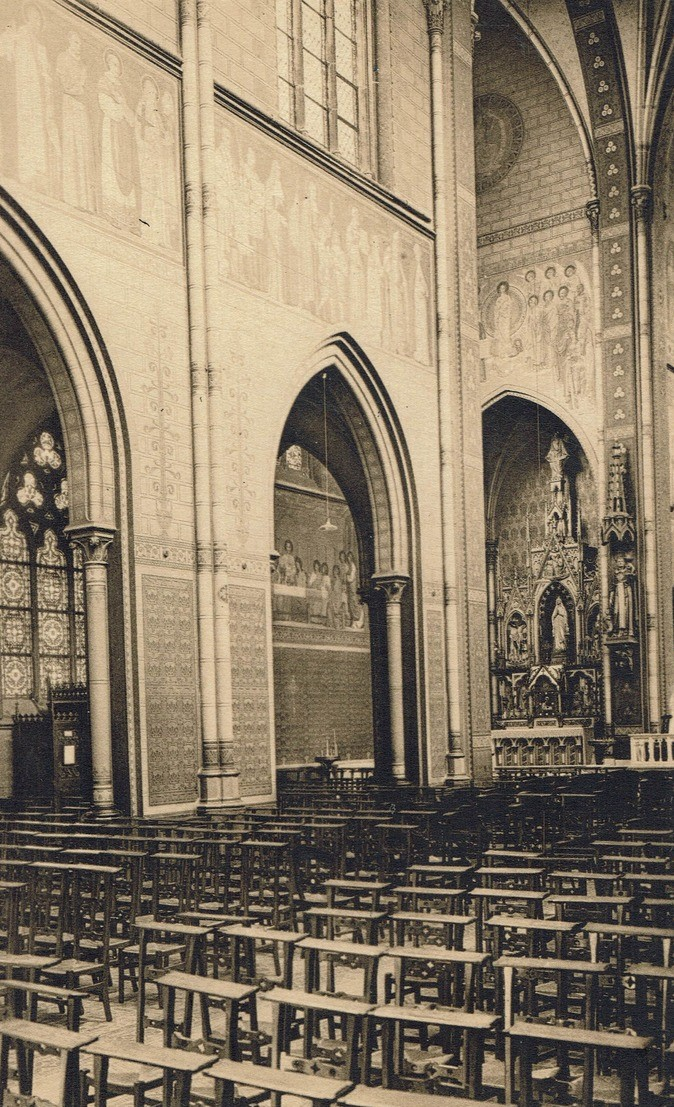
Vue de la nef et du transept. Remarquez l'autel latéral de Notre Dame de Lourdes et les fresques dont une procession de saints (proche de celle de l'église Saint-Joseph de Roubaix)
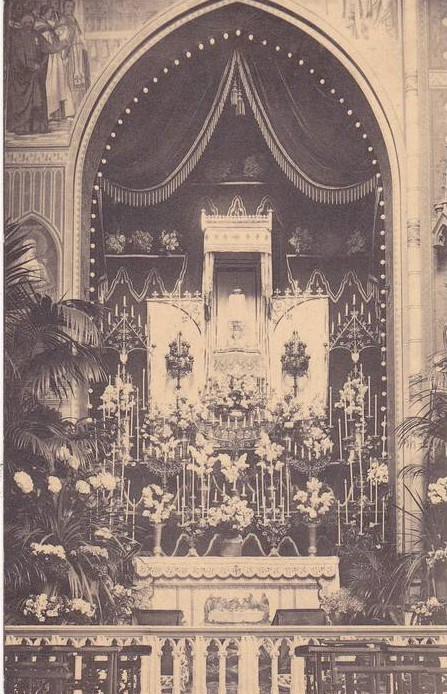
Reposoir lors du jeudi saint. Remarquez les fresques murales.